# 無良崇人
無良 崇人（むら たかひと、1991年2月11日 - ）は、日本の元フィギュアスケート選手（男子シングル）。同じくフィギュアスケート選手だった無良隆志は実父である。
主な実績として、2014年四大陸選手権優勝、2008年・2012年・2015年・2016年・2017年全日本選手権各3位、2013年世界選手権8位など。
アマチュア引退後は、プロスケーター・解説・タレント（スポーツ出身タレント）などで活動している。
同じくプロで活躍中の橋本誠也、川原星と3名で結成されたスケーティングパフォーマンスユニット「TEAM ORANGE CHEERS」としても活動中。

## 人物
2013年4月24日、4月8日に一般女性と結婚したことを発表、同年5月に長女が誕生した。のちに第二子誕生も、2019年8月、婚姻関係を解消。
フィギュアスケート界では羽生結弦と並ぶ、大のイヤホンマニア。アイスショーなどで羽生と一緒になる際はほとんどイヤホンの話ばかりしているという（他にイヤホンの話ができる人間が周囲にいないという事情もある）。
またモータースポーツにも造詣が深く、2019年4月に国内A級ライセンスを取得、5月に国内最大規模のワンメイクレースである86/BRZレースでレーサーデビューを果たしている。
2024年、一般女性と結婚。

## 経歴

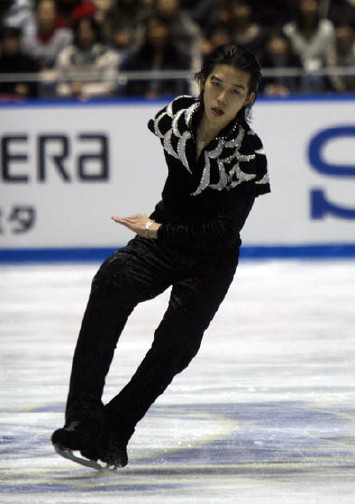
2008年NHK杯での演技

東京都出身。駒場学園高等学校から倉敷翠松高等学校に移り、2009年4月より中京大学に在籍。中学3年で習得した3回転アクセルの高さや幅は世界でも屈指。
1994年にスケートを始める。2002年と2003年の全日本ノービス選手権Aクラスを連覇、2005-2006シーズンから3季出場したISUジュニアグランプリでは4度表彰台に上った。2007-2008シーズンに全日本ジュニア選手権で初優勝する。2008-2009シーズンからシニアクラスに移行し、フィンランディア杯で初出場初優勝を飾った。全日本選手権では自身初の表彰台となる3位に入り、世界選手権への初出場を決めたが、結果SP13位・フリー16位の総合15位に留まった。
バンクーバーオリンピック開催の2009-2010シーズンは、ケガにより予定されていたGPシリーズを欠場した。全日本選手権には出場したものの、結局10位に終わってしまった。
2011-2012シーズンは全日本選手権でSP12位と大きく出遅れたが、FSで挽回し5位となった。この結果を受けて派遣された四大陸選手権のSPでは当時のパーソナルベストを大きく上回るスコアで2位と躍進、FSではミスが出て6位に終わったものの、総合で5位入賞を果たした。
2012-2013シーズン、エリック・ボンパール杯でGPシリーズ初優勝。全日本選手権では3位になり、4年ぶり2回目の世界選手権の代表に選出。世界選手権ではSP11位と出遅れるも、FSでは5位と健闘し総合8位入賞を果たした。
2013-2014シーズン、スケートカナダで10位。FSのプログラムを前シーズンの物に戻して挑んだNHK杯では6位。全日本選手権では6位に留まり、ソチ五輪日本代表選出を逃した。織田信成の現役引退により補欠繰り上げ出場となった四大陸選手権では、SPでほぼノーミスの演技を披露し、パーソナルベストを更新してトップに立つ。FSでは1位の小塚崇彦に次ぐ2位だったが、総合成績でもパーソナルベストを記録して首位となり、自身ISUのチャンピオンシップス初優勝を果たした。続くチャレンジカップでもSP2位、フリー首位の総合優勝を達成する。洋菓子のヒロタが新たに設立したフィギュアスケートクラブ「HIROTAクラブ」に所属し、6月6日付けで鳥取県スケート連盟の選手として登録された。
2014-2015シーズン、オフシーズンの間にイリヤ・クーリックに指導を仰ぐ。ロンバルディアトロフィーでは2位、スケートカナダではGPシリーズ2勝目を挙げる。FSで170点を超え、合計得点も250点を超えるパーソナルベストを記録した。NHK杯でも3位、初の代表選出となったGPファイナルでは5位。同年の全日本選手権では総合5位となったが、全日本4位だった町田樹が現役を引退することになり、世界選手権日本代表も辞退したことから、無良が補欠登録から繰り上がり2大会ぶり3回目の世界選手権日本代表に選出されることとなった。しかし、その後の四大陸選手権では7位に留まり2連覇を逃す。さらに世界選手権でもSPで3アクセルが1回転半になる等のジャンプ失敗が響いて23位と大きく出遅れてしまい、FSでは同日本代表の小塚崇彦に続いて2番滑走、FSのみでは12位と挽回するも結局総合16位に終わった。最後の戦い国別対抗戦において、SP、FSで計19ポイントを獲得し団体日本の3位に貢献。スコアでは247.80を獲得し復調の兆しを見せシーズンに幕を下ろす。
2015-2016シーズン、スケートアメリカで10位と不振が響き、NHK杯は2年連続の3位となるも、2年連続のGPファイナル出場は成らず。全日本選手権では3位で3大会ぶり3回目の表彰台に登り、四大陸選手権へは5年連続で代表選出されたが、世界選手権は日本男子シングルが2枠に減少された事も有り、代表選出はならなかった。四大陸選手権では5位に終わったが、SP、FSの自己ベストを更新した。
2016-2017シーズン、USインターナショナルクラシックで銀メダルを獲得。スケートカナダではSPで2位だったが、FSで順位を落とし8位に終わった。エースの羽生結弦がインフルエンザで急遽欠場となった全日本選手権では2年連続で3位に入ったが、四大陸選手権・世界選手権男子シングルへの代表入りは共に逃している。
2017-2018シーズン、スケートカナダでは完成度重視のため4回転サルコウを回避することを宣言。しかし、フリーで冒頭の3回転アクセル以外のジャンプ全て失敗し、最下位に沈んだ。
平昌オリンピックの日本代表選考がかかった全日本選手権のSPでは3位発進となり、残り1枠を争うライバル田中刑事を追う形となった。しかし、FSでは予定していた4回転トゥループ2本を1本に減らすことを選び慎重に滑ったが、4回転ジャンプを2本決めた田中に差を広げられ総合3位に終わり、惜しくも自身念願の冬季オリンピック日本代表入りは一度も成らなかった。演技後に「もう1回（4回転）トーループをやっても良かったかなという気持ちも有りますが」と漏らすも「自分の中では満足してます」と述べ、4年後の北京オリンピックは目指さないと公言。平昌五輪の代わりに派遣された、四大陸選手権では合計3本の4回転ジャンプに挑んだが、全て失敗し自己最低の12位に沈み、これが現役選手として最後の試合となった。
世界選手権は補欠1番手登録され、羽生結弦が怪我の為欠場したため出場の機会が回ってきたが、無良も世界選手権への出場辞退を表明（代替選手は補欠2番手の友野一希）。2018年3月16日、浅田真央座長のアイスショー「浅田真央サンクスツアー」会見の席で、自ら現役引退することを発表した。

### 現役引退後
プロフィギュアスケーターとしてアイスショー「フレンズ・オン・アイス」、「Dreams on Ice」、「THE ICE」、「浅田真央サンクスツアー」などに出演。
ゲーム「艦隊これくしょん -艦これ-」の公式イベント「「艦これ」鎮守府“氷”祭り in 幕張特設泊地 －氷上の観艦式－」出演時には、スケートに魅了されたファンからヒロタの「無良崇人選手応援セット」に予想数を大幅に上回る注文が集まり、発送に遅延が生じることとなった。翌2019年に展開された艦これ×HIROTA コラボキャンペーンも、店頭販売が一時的に販売休止になるなど好評を博した。このことから、同ゲームのファンからは「提督」の愛称で呼ばれている。

## 主な戦績

### 2008-09から（シニア）
| 大会/年              | 2008-09 | 2009-10 | 2010-11 | 2011-12 | 2012-13 | 2013-14 | 2014-15 | 2015-16 | 2016-17 | 2017-18 |
| -------------------- | ------- | ------- | ------- | ------- | ------- | ------- | ------- | ------- | ------- | ------- |
| 世界選手権           | 15      |         |         |         | 8       |         | 16      |         |         | 辞退    |
| 四大陸選手権         |         |         |         | 5       | 8       | 1       | 7       | 5       |         | 12      |
| 世界国別対抗戦       |         |         |         |         | T3 / P5 |         | T3 / P4 |         |         |         |
| 全日本選手権         | 3       | 10      | 5       | 5       | 3       | 6       | 5       | 3       | 3       | 3       |
| GPファイナル         |         |         |         |         |         |         | 5       |         |         |         |
| GPフランス杯         |         |         |         |         | 1       |         |         |         | 5       |         |
| GPスケートカナダ     |         |         |         |         | 8       | 10      | 1       |         | 8       | 12      |
| GPNHK杯              | 5       |         | 6       |         |         | 6       | 3       | 3       |         |         |
| GPスケートアメリカ   |         |         |         |         |         |         |         | 10      |         | 7       |
| CS USクラシック      |         |         |         |         |         |         |         |         | 2       | 7       |
| CSロンバルディア杯   |         |         |         |         |         |         | 2       |         |         |         |
| プランタン杯         |         |         |         |         |         |         |         | 3       | 2       |         |
| 冬季アジア大会       |         |         | 2       |         |         |         |         |         | 4       |         |
| チャレンジカップ     |         |         |         |         |         | 1       |         |         |         |         |
| ネペラ杯             |         |         |         |         |         | 2       |         |         |         |         |
| フィンランディア杯   | 1       |         |         | 1       |         |         |         |         |         |         |
| NRW杯                |         |         |         | 4       |         |         |         |         |         |         |
| メラーノ杯           |         |         | 1       |         |         |         |         |         |         |         |
| ガルデナスプリング杯 |         |         | 3       |         |         |         |         |         |         |         |
| トリグラフ杯         |         | 1       |         |         |         |         |         |         |         |         |

### 2007-08まで（ジュニア）
| 大会/年               | 2002-03 | 2003-04 | 2004-05 | 2005-06 | 2006-07 | 2007-08 |
| --------------------- | ------- | ------- | ------- | ------- | ------- | ------- |
| 全日本選手権          |         |         |         | 8       | 8       | 5       |
| 世界Jr.選手権         |         |         |         | 5       | 8       | 19      |
| 全日本Jr. 選手権      | 18      | 13      | 12      | 2       | 2       | 1       |
| JGPファイナル         |         |         |         |         | 4       |         |
| JGP B.シュベルター杯  |         |         |         |         |         | 3       |
| JGPハルギタ杯         |         |         |         |         |         | 3       |
| JGP台湾杯             |         |         |         |         | 3       |         |
| JGPブダペスト         |         |         |         |         | 2       |         |
| JGPバルト杯           |         |         |         | 8       |         |         |
| JGPスケートスロバキア |         |         |         | 5       |         |         |

### 詳細
| 2017-2018 シーズン    |                                                                                |          |           |           |
| 開催日                | 大会名                                                                         | SP       | FS        | 結果      |
| 2018年1月22日 - 27日  | 2018年四大陸フィギュアスケート選手権（台北）                                   | 10 76.66 | 11 148.75 | 12 222.31 |
| 2017年12月21日 - 24日 | 第86回全日本フィギュアスケート選手権（調布）                                   | 3 85.53  | 3 172.88  | 3 258.41  |
| 2017年11月24日 - 26日 | ISUグランプリシリーズ スケートアメリカ（レークプラシッド）                     | 7 75.05  | 8 137.72  | 7 212.77  |
| 2017年10月27日 - 29日 | ISUグランプリシリーズスケートカナダ（レジャイナ）                              | 8 74.82  | 12 111.84 | 12 186.66 |
| 2017年9月13日 - 17日  | ISUチャレンジャーシリーズUSインター ナショナルクラシック（ソルトレイクシティ） | 5 77.44  | 8 127.94  | 7 205.38  |

| 2016-2017 シーズン    |                                                                                |         |          |          |
| 開催日                | 大会名                                                                         | SP      | FS       | 結果     |
| 2017年3月10日 - 12日  | 2017年プランタン杯（コッケルシュエール）                                       | 2 78.68 | 2 141.06 | 2 219.74 |
| 2016年12月22日 - 25日 | 第85回全日本フィギュアスケート選手権（門真）                                   | 1 90.34 | 3 151.77 | 3 242.11 |
| 2016年11月11日 - 13日 | ISUグランプリシリーズ フランス杯（パリ）                                       | 6 78.38 | 5 170.04 | 5 248.42 |
| 2016年10月27日 - 30日 | ISUグランプリシリーズ スケートカナダ（ミシサガ）                               | 2 81.24 | 9 140.89 | 8 222.13 |
| 2016年9月14日 - 17日  | ISUチャレンジャーシリーズ USインターナショナルクラシック（ソルトレイクシティ） | 3 82.55 | 2 169.65 | 2 252.20 |

| 2015-2016 シーズン    |                                                          |          |          |           |
| 開催日                | 大会名                                                   | SP       | FS       | 結果      |
| 2016年3月11日 - 13日  | 2016年プランタン杯（ルクセンブルク市）                   | 5 61.05  | 2 156.44 | 3 217.49  |
| 2016年2月16日 - 21日  | 2016年四大陸フィギュアスケート選手権（台北）             | 4 89.08  | 4 179.35 | 5 268.43  |
| 2015年12月24日 - 27日 | 第84回全日本フィギュアスケート選手権（札幌）             | 3 93.26  | 2 170.20 | 3 263.46  |
| 2015年11月27日 - 29日 | ISUグランプリシリーズ NHK杯（長野）                      | 3 88.29  | 5 153.92 | 3 242.21  |
| 2015年10月23日 - 25日 | ISUグランプリシリーズ スケートアメリカ（ミルウォーキー） | 10 71.66 | 9 129.17 | 10 200.83 |

| 2014-2015 シーズン       |                                                                                  |          |           |           |
| 開催日                   | 大会名                                                                           | SP       | FS        | 結果      |
| 2015年4月16日 - 19日     | 2015年世界フィギュアスケート国別対抗戦（東京）                                   | 4 82.04  | 3 165.40  | 3 団体    |
| 2015年3月23日 - 29日     | 2015年世界フィギュアスケート選手権（上海）                                       | 23 64.93 | 12 146.81 | 16 211.74 |
| 2015年2月9日 - 15日      | 2015年四大陸フィギュアスケート選手権（ソウル）                                   | 4 84.88  | 7 150.87  | 7 235.75  |
| 2014年12月25日 - 28日    | 第83回全日本フィギュアスケート選手権（長野）                                     | 5 78.54  | 4 157.86  | 5 236.40  |
| 2014年12月11日 - 14日    | 2014/2015 ISUグランプリファイナル（バルセロナ）                                  | 6 78.35  | 4 157.02  | 5 235.37  |
| 2014年11月28日 - 30日    | ISUグランプリシリーズ NHK杯（門真）                                              | 1 86.28  | 4 148.16  | 3 234.44  |
| 2014年10月31日 - 11月2日 | ISUグランプリシリーズ スケートカナダ（ケロウナ）                                 | 2 82.57  | 1 173.24  | 1 255.81  |
| 2014年10月4日            | 2014年ジャパンオープン（さいたま）                                               | -        | 3 146.41  | 3 団体    |
| 2014年9月18日 - 21日     | ISUチャレンジャーシリーズ ロンバルディアトロフィー（セスト・サン・ジョヴァンニ） | 1 81.15  | 2 154.64  | 2 235.79  |

| 2013-2014 シーズン    |                                                      |         |           |           |
| 開催日                | 大会名                                               | SP      | FS        | 結果      |
| 2014年3月6日 - 9日    | 2014年チャレンジカップ（ハーグ）                     | 2 83.44 | 1 164.00  | 1 239.10  |
| 2014年1月20日 - 25日  | 2014年四大陸フィギュアスケート選手権（台北）         | 1 84.21 | 2 158.35  | 1 242.56  |
| 2013年12月20日 - 23日 | 第82回全日本フィギュアスケート選手権（さいたま）     | 8 71.25 | 6 145.47  | 6 216.72  |
| 2013年11月8日 - 10日  | ISUグランプリシリーズ NHK杯（東京）                  | 5 79.97 | 6 147.25  | 6 227.22  |
| 2013年10月25日 - 27日 | ISUグランプリシリーズ スケートカナダ（セントジョン） | 5 73.08 | 10 115.45 | 10 188.53 |
| 2013年10月3日 - 5日   | 2013年オンドレイネペラトロフィー（ブラチスラヴァ）   | 1 82.63 | 2 149.99  | 2 232.62  |

| 2012-2013 シーズン    |                                                      |          |          |          |
| 開催日                | 大会名                                               | SP       | FS       | 結果     |
| 2013年4月11日 - 14日  | 2013年世界フィギュアスケート国別対抗戦（東京）       | 5 77.65  | 4 156.03 | 5 233.68 |
| 2013年3月10日 - 17日  | 2013年世界フィギュアスケート選手権（ロンドン）       | 11 73.46 | 5 160.72 | 8 234.18 |
| 2013年2月6日 - 11日   | 2013年四大陸フィギュアスケート選手権（大阪）         | 8 78.03  | 9 140.05 | 8 218.08 |
| 2012年12月20日 - 24日 | 第81回全日本フィギュアスケート選手権（札幌）         | 4 84.48  | 4 158.22 | 3 242.70 |
| 2012年11月16日 - 18日 | ISUグランプリシリーズ エリック・ボンパール杯（パリ） | 2 76.65  | 1 154.03 | 1 230.68 |
| 2012年10月26日 - 28日 | ISUグランプリシリーズ スケートカナダ（ウィンザー）   | 9 67.78  | 6 137.64 | 8 199.74 |

| 2011-2012 シーズン       |                                                              |          |          |          |
| 開催日                   | 大会名                                                       | SP       | FS       | 結果     |
| 2012年2月7日 - 12日      | 2012年四大陸フィギュアスケート選手権（コロラドスプリングス） | 2 83.44  | 6 133.72 | 6 217.16 |
| 2011年12月23日 - 25日    | 第80回全日本フィギュアスケート選手権（門真）                 | 12 60.05 | 4 144.16 | 5 204.21 |
| 2011年11月29日 - 12月4日 | 2011年NRW杯（ドルトムント）                                  | 3 70.40  | 5 122.41 | 4 192.81 |
| 2011年10月6日 - 9日      | 2011年フィンランディア杯（ヴァンター）                       | 1 67.78  | 4 121.77 | 1 189.55 |

| 2010-2011 シーズン     |                                              |         |          |          |
| 開催日                 | 大会名                                       | SP      | FS       | 結果     |
| 2011年3月31日 - 4月3日 | 2011年ガルデナスプリング杯（ガルデナ）       | 1 69.79 | 3 123.03 | 3 192.82 |
| 2011年1月30日 - 2月6日 | 第7回アジア冬季競技大会（アスタナ）          | 3 67.78 | 1 139.10 | 2 206.88 |
| 2010年12月24日 - 26日  | 第79回全日本フィギュアスケート選手権（長野） | 6 72.33 | 5 134.98 | 5 207.31 |
| 2010年11月19日 - 21日  | 2010年メラーノ杯（メラーノ）                 | 1 67.16 | 2 115.33 | 1 182.49 |
| 2010年10月22日 - 24日  | ISUグランプリシリーズ NHK杯（名古屋）        | 9 63.20 | 6 128.65 | 6 191.85 |

| 2009-2010 シーズン    |                                              |         |           |           |
| 開催日                | 大会名                                       | SP      | FS        | 結果      |
| 2010年4月1日 - 4日    | 2010年トリグラフトロフィー（イェセニツェ）   | 1 73.70 | 3 110.37  | 1 184.07  |
| 2009年12月25日 - 27日 | 第78回全日本フィギュアスケート選手権（門真） | 5 74.85 | 14 102.93 | 10 177.78 |

| 2008-2009 シーズン    |                                                    |          |           |           |
| 開催日                | 大会名                                             | SP       | FS        | 結果      |
| 2009年3月23日 - 29日  | 2009年世界フィギュアスケート選手権（ロサンゼルス） | 13 70.35 | 16 124.62 | 15 194.97 |
| 2008年12月25日 - 27日 | 第77回全日本フィギュアスケート選手権（長野）       | 3 75.50  | 4 124.98  | 3 200.48  |
| 2008年11月27日 - 30日 | ISUグランプリシリーズ NHK杯（東京）                | 4 69.70  | 5 128.37  | 5 198.07  |
| 2008年10月9日 - 12日  | 2008年フィンランディア杯（ヴァンター）             | 1 76.40  | 3 131.84  | 1 208.24  |

| 2007-2008 シーズン     |                                                                |          |          |           |
| 開催日                 | 大会名                                                         | SP       | FS       | 結果      |
| 2008年2月25日 - 3月2日 | 2008年世界ジュニアフィギュアスケート選手権（ソフィア）         | 21 47.66 | 18 98.16 | 19 205.15 |
| 2007年12月26日 - 28日  | 第76回全日本フィギュアスケート選手権（大阪）                   | 5 67.35  | 6 121.45 | 5 188.80  |
| 2007年11月24日 - 25日  | 第76回全日本フィギュアスケートジュニア選手権（仙台）           | 1 60.24  | 3 109.10 | 1 169.34  |
| 2007年10月10日 - 14日  | ISUジュニアグランプリ ブラオエン・シュベルター杯（ケムニッツ） | 2 57.72  | 3 113.55 | 3 171.27  |
| 2007年9月6日 - 9日     | ISUジュニアグランプリ ハルギタ杯（ミエルクレア＝チュク）       | 12 36.66 | 2 112.76 | 3 149.42  |

| 2006-2007 シーズン     |                                                                  |          |          |          |
| 開催日                 | 大会名                                                           | SP       | FS       | 結果     |
| 2007年2月26日 - 3月4日 | 2007年世界ジュニアフィギュアスケート選手権（オーベルストドルフ） | 3 61.16  | 8 110.30 | 8 171.46 |
| 2006年12月27日 - 29日  | 第75回全日本フィギュアスケート選手権（名古屋）                   | 13 51.60 | 7 124.85 | 8 176.45 |
| 2006年12月7日 - 10日   | 2006/2007 ISUジュニアグランプリファイナル（ソフィア）            | 6 55.36  | 5 104.48 | 4 159.84 |
| 2006年11月25日 - 26日  | 第75回全日本フィギュアスケートジュニア選手権（広島）             | 2 58.35  | 1 106.23 | 2 164.58 |
| 2006年10月11日 - 14日  | ISUジュニアグランプリ 台湾杯（台北）                             | 3 53.24  | 3 105.25 | 3 158.49 |
| 2006年8月31日 - 9月3日 | ISUジュニアグランプリ ブダペスト（ブダペスト）                   | 3 55.06  | 1 105.83 | 2 160.89 |

| 2005-2006 シーズン  |                                                            |          |          |          |          |
| 開催日              | 大会名                                                     | 予選     | SP       | FS       | 結果     |
| 2006年3月6日-12日   | 2006年世界ジュニアフィギュアスケート選手権（リュブリャナ） | 4 106.78 | 8 55.15  | 3 113.24 | 5 168.39 |
| 2005年12月23日-25日 | 第74回全日本フィギュアスケート選手権（東京）               | -        | 9 55.85  | 6 115.50 | 8 171.35 |
| 2005年12月10日-11日 | 第74回全日本フィギュアスケートジュニア選手権（長野）       | -        | 2 58.40  | 2 114.70 | 2 173.10 |
| 2005年10月12日-15日 | ISUジュニアグランプリ バルト杯（グダニスク）               | -        | 10 44.84 | 6 91.24  | 8 136.08 |
| 2005年9月1日-4日    | ISUジュニアグランプリ スケートスロバキア（ブラチスラヴァ） | -        | 5 49.93  | 5 96.45  | 5 146.38 |

| 2004-2005 シーズン    |                                                      |          |          |           |
| 開催日                | 大会名                                               | SP       | FS       | 結果      |
| 2004年11月20日 - 21日 | 第73回全日本フィギュアスケートジュニア選手権（大阪） | 12 43.14 | 11 86.58 | 12 129.72 |

| 2003-2004 シーズン    |                                                      |    |    |      |
| 開催日                | 大会名                                               | SP | FS | 結果 |
| 2003年11月21日 - 23日 | 第72回全日本フィギュアスケートジュニア選手権（京都） | 13 | 13 | 13   |

| 2002-2003 シーズン    |                                                        |    |    |      |
| 開催日                | 大会名                                                 | SP | FS | 結果 |
| 2002年11月23日 - 24日 | 第71回全日本フィギュアスケートジュニア選手権（名古屋） | 21 | 17 | 18   |

## プログラム使用曲
| シーズン  | SP | FS | EX |
| --------- | --- | --- | --- |
| 2017-2018 | ファルーカ 演奏：ペペ・ロメロ 振付：マッシモ・スカリ                                                                                             | ミュージカル『オペラ座の怪人』より 作曲：アンドルー・ロイド・ウェバー 振付：チャーリー・ホワイト                                                                                        | ひそかな夢（映画『美女と野獣』より） ボーカル：ジョシュ・グローバン 振付：松浦功 |
| 2016-2017 | ファルーカ 演奏：ペペ・ロメロ 振付：マッシモ・スカリ                                                                                             | ピアノ協奏曲第2番 作曲：セルゲイ・ラフマニノフ 振付：チャーリー・ホワイト | ザ・レディ・イズ・ア・トランプ ボーカル：トニー・ベネット、レディー・ガガライティングズ・オン・ザ・ウォール 振付：宮崎勇人                                                           |
| 2015-2016 | 黒い瞳 振付：チャーリー・ホワイト | O （オー） （シルク・ドゥ・ソレイユより） 作曲：ブノワ・ジュトラ 振付：ジェフリー・バトル                                                                                               | Feeling Good ボーカル：マイケル・ブーブレ |
| 2014-2015 | ヴァイオリン協奏曲 作曲：フェリックス・メンデルスゾーン 振付：宮本賢二歌劇『カルメン』より 作曲：ジョルジュ・ビゼー 振付：ジェイミー・アイズレー | ミュージカル『オペラ座の怪人』より 作曲：アンドルー・ロイド・ウェバー 振付：トム・ディクソン                                                                                            | Feeling Good ボーカル：マイケル・ブーブレTil I Hear You Sing ミュージカル『ラヴ・ネヴァー・ダイズ』より 作曲：アンドルー・ロイド・ウェバー ボーカル：ラミン・カリムルー 振付：松浦功 |
| 2013-2014 | ミニーザムーチャー ジャンピンジャック 演奏：ビッグダッドブードゥーダディ 振付：阿部奈々美                                                        | テレビドラマ『スパルタカスII』より 作曲：ジョセフ・ロデュカ 映画『マン・オブ・スティール』サウンドトラックより 作曲：ハンス・ジマー 振付：トム・ディクソンShogun 振付：トム・ディクソン | Til I Hear You Sing ミュージカル『ラヴ・ネヴァー・ダイズ』より 作曲：アンドルー・ロイド・ウェバー ボーカル：ラミン・カリムルー 振付：松浦功                                          |
| 2012-2013 | マラゲーニャ 作曲：エルネスト・レクオーナ 振付：阿部奈々美                                                                                       | Shogun 振付：トム・ディクソン | Talking to the moon 曲：ブルーノ・マーズ 振付：松浦功 |
| 2011-2012 | レッド・ヴァイオリン 演奏：川井郁子 振付：宮本賢二                                                                                               | Four Seasons Tango 振付：トム・ディクソン | Neutron Star Collision 作曲：ミューズ |
| 2010-2011 | 映画『ラ・カリファ』より 映画『カノネ・インヴェルソ』より 作曲：エンニオ・モリコーネ 振付：松浦功                                                | 映画『ふたりでスロー・ダンスを』より 作曲：ビル・コンティ 振付：宮本賢二 | アース・ソング 曲：マイケル・ジャクソン |
| 2009-2010 | エリーゼのために テクノver. 作曲：ルートヴィヒ・ヴァン・ベートーヴェン 振付：宮本賢二                                                            | 映画『ゲティスバーグの戦い』より 作曲：ランディ・エデルマン 振付：宮本賢二 | - |
| 2008-2009 | 奇跡の始まり 映画『最後の誘惑』より 作曲：ピーター・ガブリエル 振付：阿部奈々美                                                                  | 古事記 作曲：喜多郎 振付：阿部奈々美 | ポンプ・イッツ 曲：ブラック・アイド・ピーズ |
| 2007-2008 | アート・オン・アイス 作曲：エドウィン・マートン 振付：岩本英嗣                                                                                   | ヴァイオリン協奏曲 作曲：ピョートル・チャイコフスキー皇帝 作曲：ルートヴィヒ・ヴァン・ベートーヴェン 振付：阿部奈々美                                                                   | マシュ・ケ・ナダ 作曲：ジョルジ・ベン 演奏：セルジオ・メンデス 振付：川越正大 |
| 2006-2007 | アート・オン・アイス 作曲：エドウィン・マートン 振付：岩本英嗣                                                                                   | KA 『シルク・ドゥ・ソレイユ』より 振付：阿部奈々美 | ジャム ボーカル：マイケル・ジャクソン |
| 2005-2006 | 剣の舞 作曲：アラム・ハチャトゥリアン | ヴァイオリン協奏曲 作曲：ピョートル・チャイコフスキー 振付：阿部奈々美 | - |
| 2004-2005 | 映画『007』シリーズより 振付：阿部奈々美 | - | - |

## 出演
- 「艦これ」鎮守府“氷”祭り in 幕張特設泊地 －氷上の観艦式－（2018年7月14日～7月15日、幕張メッセイベントホール） - 提督 役
- 「艦これ」新春鎮守府JAZZ祭り2019 in 日本武道（2019年1月4日、日本武道館） - 提督 役
- 【深海大サーカス「不思議の国の1YB3H」-1YB3H’s Adventures in Wonderland-】[39][40]（2019年8月3日,4日,15日、舞浜アンフィシアター)- 提督 役
- C2機関 鎮守府新春New Year Special Live! 2020[41] - 友情参戦
- C2機関 鎮守府鰻祭り＆金剛型86/一航戦NOAH発表会 in 富士スピードウェイ [42]- 友情出演・86レーシングドライバー
- VR「『オペラ座の怪人』×無良崇人」（2019年4月、DMM動画・360Channel・VIRTUAL GATE）[43]
- VR「近すぎるトップアスリート ～フィギュアスケーター無良崇人～」